# Kentzler Gyula
Kentzler Gyula (Laborcszög, 1880. február 12. – Budapest, Ferencváros, 1934. december 8.) igazgató-főorvos.

## Élete
Kentzler József (1848–1924) fürdőorvos és Baumgarten Minas (1861–1959) fiaként született zsidó családban. Középiskolai tanulmányait 1889 és 1897 között a Debreceni Református Főgimnáziumban végezte. 1897-ben felvételt nyert a Budapesti Királyi Magyar Tudományegyetem Orvostudományi Karára. 1902 decemberében avatták orvosdoktorrá. Oklevelének megszerzése után az I. sz. Belgyógyászati Klinika díjazatlan gyakornoka, 1906 és 1908 között díjazott gyakornoka, 1908-tól a III. sz. Belklinika díjas gyakornoka, 1910. január 1-től 1910. november 1-ig címzetes tanársegéde volt. 1912 márciusában a Szanatórium Egyesület vezetése alatt álló Tüdőbeteggondozó Intézet igazgató-főorvosává választották.
Az első világháború idején részben a fronton, részben a budapesti helyőrségi kórházban mint osztályos főorvos teljesített szolgálatot. Számos hadi kitüntetésben részesült. 1920-ban kinevezték a báró Korányi Frigyes-üdülőtelep igazgatójává. Az 1920-as évek végétől igazgatói állása mellett a Pesti Izraelita Hitközség Bródy József és Fanny tüdőbeteggondozó intézetének vezető főorvosaként működött.
A bakteriológia, szerológia és a belgyógyászat tárgykörökben írt értekezéseket.
Nagy részvét mellett temették el a Kozma utcai izraelita temetőben. Temetésén megjelent a Pesti Izraelita Hitközség képviseletében Blum Ödön és Eppler Sándor, a Szentegylet képviseletében Bánó Dezső, s a hitközség kórházainak orvosi kara. Ábrahámsohn Manó éneke után Hevesi Simon főrabbi búcsúztatta, majd Alapy Henrik egyetemi tanár és Molnár Tibor mondtak búcsúztatót.

### Családja
Felesége Neuländer Margit (1893–1975) volt, Neuländer Mór és Gattein Laura lánya, akivel 1914. január 1-jén Budapesten, a Terézvárosban kötött házasságot. Lányuk, Kentzler Marietta (1914–1993) férjhez ment Várkonyi Endre (1908–1984) műszaki tisztviselőhöz. Unokáik: Várkonyi Gyula, Várkonyi Miklós és Várkonyi Péter.

## Művei
- A vér complement tartalmának vizsgálata a tüdővész különböző stádiumaiban. (Magyar Orvosi Archívum, 1904)
- A typhussavó baktericid képességéről. Elischer Gyulával. (Orvosi Hetilap, 1905, 9.)
- Véroltások után előállott gerincvelőelváltozások kísérleti állatoknál. (Magyar Orvosi Archívum, 1906)
- A complementkötés diagnosticai értékéről a hasihagymáz kórisméjében. Királyfi Gézával. (Magyar Orvosi Archívum, 1907)
- Typhusbacillusok véroldó hatása. (Magyar Orvosi Archívum, 1907)
- Adat a sósav szerepéhez a gyomoremésztésben. (Orvosi Hetilap, 1907, 14.)
- További vizsgálatok az idegen fehérjék faji jellegének elvesztéséről. (Orvosi Hetilap, 1907, 16.)
- Agglutinatio vegyes fertőzésnél. Benczúr Gyulával. (Magyar Orvosi Archívum, 1908)
- Az elkülönítő tuberculinreactiók értéke felnőtteken. (Orvosi Hetilap, 1908, 1.)
- A Porges-Meier-, Klausner- és Levadits-féle syphilisreactiók klinikai értékéről. Ország Oszkárral. (Orvosi Hetilap, 1908, 22.)
- Vizsgálatok a phagocytosisról és az opsininról. (Orvosi Hetilap, 1909, 21–22.)
- Adatok a paroxysmalis haemoglobinuria kórtanához. Fejes Lajossal. (Magyar Orvosi Archívum, 1910)
- További adatok a sósavnak a fehérjék faji jellegére gyakorolt hatásáról. (Orvosi Hetilap, 1910, 19.)
- A tatabányai typhusjárvány alkalmával végzett bakteriológiai, serologiai és haematologiai vizsgálatok. Ország Oszkárral. (Magyar Orvosi Archívum, 1911)
- A fehérjéknek a lipoid véroldásra gyakorolt hatásáról. (Magyar Orvosi Archívum, 1911)
- A tatabányai typhusjárvány. Ország Oszkárral. (Orvosi Hetilap, 1911, 16.)
- Cachexiások vérsavójának a sublimatvéroldásra gyakorolt hatásáról. (Orvosi Hetilap, 1911, 32.)
- Elméleti és gyakorlati serologia. Budapest, 1913
- Tüdőbeteg harczosaink elhelyezése és a róluk való gondoskodás. Feistmantel Károllyal. (Orvosi Hetilap, 1915, 35.)
- A dispensairek szerepe a tüdővész elleni küzdelemben. (Orvosképzés, 1917, 3–5.)
- A „spanyol nátha“ kórokozójáról. (Orvosi Hetilap, 1919, 1.)
- Adatok a pajzsmirigy és a vérképzés élettanához. Kallós Pállal. (Orvosképzés, 1925)
- Adatok a pajzsmirigy és vérképzés élettanához. Geréb Pállal. (Orvosi Hetilap, 1927, 33.)